# Gabriel Byström
Kurt Gabriel Engelbert Byström, född 7 maj 1969, är en svensk journalist, författare och mediechef. Han är sonson till Engelbert Byström.
Byström började arbeta på Göteborgs-Posten 1994 och blev 2006 kulturchef på tidningen. År 2015 meddelade han att han slutar på tidningen för att istället gå över till Sveriges Radio och arbeta som kanalchef för P4 Skaraborg. År 2017 började Gabriel Byström arbeta med strategiska frågor inom Sveriges Radio.
År 2014 gavs Byströms bok Tystnadens triumf ut på Ordfront förlag. Boken ger en bakgrund till den politiska situationen i Ungern. År 2017 gavs reportageboken Med Guds hjälp. Om religion och politik i Ryssland, Polen och Ungern ut, även den på Ordfront förlag. Boken tecknar en bild av hur religion har kommit att spela en allt viktigare roll för politiken i Ryssland, Polen och Ungern.
År 2014 tilldelades Gabriel Byström Axel Liffner-stipendiet av Aftonbladet. År 2016 tilldelades han Frihetspennan av Stiftelsen Torgny Segerstedts minne.